# Szaturnusz-díj a legjobb rendezőnek
A legjobb rendezőnek járó Szaturnusz-díjat évente adja át az Academy of Science Fiction, Fantasy & Horror Films szervezet. A díjjal a sci-fi, a fantasy és a horrorfilmes műfaj alkotóit jutalmazzák a harmadik, 1976-os díjátadó óta.
A legtöbb győzelmet James Cameron szerezte a kategóriában, hét jelölésből hat alkalommal nyerte el a díjat. A legtöbb jelölést Steven Spielberg tudhatja magáénak, összesen tizennégy alkalommal jelölték a díjra, ebből négyszer bizonyult győztesnek. Rajtuk kívül csupán négy rendező nyert a kategóriában egynél többször: Peter Jackson három, valamint Bryan Singer, Ridley Scott és J. J. Abrams két-két alkalommal. Az 1996-os díjátadón Kathryn Bigelow lett az első női győztes a kategóriában, ő 2010-ben a Oscar-gálán – nőként szintén legelőször – a legjobb rendezőnek járó Oscart is átvehette.
Spielberg volt az első olyan rendező, aki egyazon évben, 1994-ben a legjobb rendezőnek járó Szaturnusz-díjat, illetve Oscar-díjat is átvehette. A két díjat azonban nem ugyanazért a filmért kapta (a Szaturnusz-díjat a Jurassic Park című filmért, míg az Oscart a Schindler listájáért ítélték oda neki). Először Peter Jackson nyerte el ugyanazzal a filmmel a két rendezői díjat, 2004-ben az egy évvel korábbi A Gyűrűk Ura: A király visszatér című rendezéséért. Másodikként Alfonso Cuarón, a 2013-as Gravitáció című film rendezője érdemelte ki mindkét rendezői díjat, 2014-ben.

## Győztesek és jelöltek
Győztes rendező
- – Oscar-nyertes rendező ugyanebben a kategóriában
- – Oscarra jelölt rendező ugyanebben a kategóriában

(MEGJEGYZÉS: Az Év oszlop az adott művek megjelenési évére utal, a tényleges díjátadó ceremóniát a következő évben rendezték meg.)

### 1970-es évek
| Év                      | Filmrendező(k)              | Filmrendező(k)                    | Magyar cím                              | Eredeti cím                    |
| ----------------------- | --------------------------- | --------------------------------- | --------------------------------------- | ------------------------------ |
| 1974/1975 (3. díjátadó) |                             | Mel Brooks                        | Az ifjú Frankenstein                    | Young Frankenstein             |
| 1976 (4. díjátadó)      |                             | Dan Curtis                        | Rémálmok háza                           | Burnt Offerings                |
| 1977 (5. díjátadó)      |                             | George Lucas                      | Star Wars IV. rész – Egy új remény      | Star Wars                      |
| 1977 (5. díjátadó)      | Steven Spielberg            | Harmadik típusú találkozások      | Close Encounters of the Third Kind      |                                |
| 1977 (5. díjátadó)      | Nicolas Gessner             | A kislány, aki az utcánkban lakik | The Little Girl Who Lives Down the Lane |                                |
| 1977 (5. díjátadó)      | Carl Reiner                 | Te jó Isten!                      | Oh, God!                                |                                |
| 1977 (5. díjátadó)      | Don Taylor                  | Dr. Moreau szigete                | The Island of Dr. Moreau                |                                |
| 1978 (6. díjátadó)      |                             | Philip Kaufman                    | A testrablók támadása                   | Invasion of the Body Snatchers |
| 1978 (6. díjátadó)      | Warren Beatty és Buck Henry | Ép testben épp, hogy élek         | Heaven Can Wait                         |                                |
| 1978 (6. díjátadó)      | Richard Donner              | Superman                          | Superman                                |                                |
| 1978 (6. díjátadó)      | Robin Hardy                 | A vesszőből font ember            | The Wicker Man                          |                                |
| 1978 (6. díjátadó)      | Franklin J. Schaffner       | A brazíliai fiúk                  | The Boys from Brazil                    |                                |
| 1979 (7. díjátadó)      |                             | Ridley Scott                      | A nyolcadik utas: a Halál               | Alien                          |
| 1979 (7. díjátadó)      | John Badham                 | Drakula                           | Dracula                                 |                                |
| 1979 (7. díjátadó)      | Nicholas Meyer              | Időről időre                      | Time After Time                         |                                |
| 1979 (7. díjátadó)      | Peter Weir                  | A vízszerelő                      | The Plumber                             |                                |
| 1979 (7. díjátadó)      | Robert Wise                 | Star Trek: Csillagösvény          | Star Trek: The Motion Picture           |                                |

### 1980-as évek
| Év                       | Filmrendező(k)       | Filmrendező(k)                          | Magyar cím                                    | Eredeti cím                     |
| ------------------------ | -------------------- | --------------------------------------- | --------------------------------------------- | ------------------------------- |
| 1980 (8. díjátadó)       |                      | Irvin Kershner                          | Star Wars V. rész – A Birodalom visszavág     | The Empire Strikes Back         |
| 1980 (8. díjátadó)       | Stanley Kubrick      | Ragyogás                                | The Shining                                   |                                 |
| 1980 (8. díjátadó)       | Brian De Palma       | Gyilkossághoz öltözve                   | Dressed to Kill                               |                                 |
| 1980 (8. díjátadó)       | Ken Russell          | Változó állapotok                       | Altered States                                |                                 |
| 1980 (8. díjátadó)       | Vernon Zimmerman     |                                         | Fade to Black                                 |                                 |
| 1981 (9. díjátadó)       |                      | Steven Spielberg                        | Az elveszett frigyláda fosztogatói            | Raiders of the Lost Ark         |
| 1981 (9. díjátadó)       | John Boorman         | Excalibur                               | Excalibur                                     |                                 |
| 1981 (9. díjátadó)       | John Carpenter       | Menekülés New Yorkból                   | Escape from New York                          |                                 |
| 1981 (9. díjátadó)       | Terry Gilliam        | Időbanditák                             | Time Bandits                                  |                                 |
| 1981 (9. díjátadó)       | Michael Wadleigh     | A farkas                                | Wolfen                                        |                                 |
| 1982 (10. díjátadó)      |                      | Nicholas Meyer                          | Űrszekerek II: A Khan bosszúja                | Star Trek II: The Wrath of Khan |
| 1982 (10. díjátadó)      | Tobe Hooper          | Poltergeist – Kopogó szellem            | Poltergeist                                   |                                 |
| 1982 (10. díjátadó)      | George Miller        | Mad Max 2.                              | Mad Max 2                                     |                                 |
| 1982 (10. díjátadó)      | Ridley Scott         | Szárnyas fejvadász                      | Blade Runner                                  |                                 |
| 1982 (10. díjátadó)      | Steven Spielberg     | E. T., a földönkívüli                   | E.T. the Extra-Terrestrial                    |                                 |
| 1983 (11. díjátadó)      |                      | John Badham                             | Háborús játékok                               | WarGames                        |
| 1983 (11. díjátadó)      | Woody Allen          |                                         | Zelig                                         |                                 |
| 1983 (11. díjátadó)      | David Cronenberg     | A holtsáv                               | The Dead Zone                                 |                                 |
| 1983 (11. díjátadó)      | Richard Marquand     | Star Wars VI. rész – A Jedi visszatér   | Return of the Jedi                            |                                 |
| 1983 (11. díjátadó)      | Douglas Trumbull     | Agyhalál                                | Brainstorm                                    |                                 |
| 1984 (12. díjátadó)      |                      | Joe Dante                               | Szörnyecskék                                  | Gremlins                        |
| 1984 (12. díjátadó)      | James Cameron        | Terminátor – A halálosztó               | The Terminator                                |                                 |
| 1984 (12. díjátadó)      | Ron Howard           | Csobbanás                               | Splash                                        |                                 |
| 1984 (12. díjátadó)      | Leonard Nimoy        | Star Trek III: Spock nyomában           | Star Trek III: The Search for Spock           |                                 |
| 1984 (12. díjátadó)      | Steven Spielberg     | Indiana Jones és a végzet temploma      | Indiana Jones and the Temple of Doom          |                                 |
| 1985 (13. díjátadó)      |                      | Ron Howard                              | Selyemgubó                                    | Cocoon                          |
| 1985 (13. díjátadó)      | Woody Allen          | Kairó bíbor rózsája                     | The Purple Rose of Cairo                      |                                 |
| 1985 (13. díjátadó)      | Tom Holland          | Frászkarika – Veszélyes éj              | Fright Night                                  |                                 |
| 1985 (13. díjátadó)      | George Miller        | Mad Max 3.                              | Mad Max Beyond Thunderdome                    |                                 |
| 1985 (13. díjátadó)      | Dan O’Bannon         | Az élőhalottak visszatérnek             | The Return of the Living Dead                 |                                 |
| 1985 (13. díjátadó)      | Robert Zemeckis      | Vissza a jövőbe                         | Back to the Future                            |                                 |
| 1986 (14. díjátadó)      |                      | James Cameron                           | A bolygó neve: Halál                          | Aliens                          |
| 1986 (14. díjátadó)      | John Badham          | Rövidzárlat                             | Short Circuit                                 |                                 |
| 1986 (14. díjátadó)      | David Cronenberg     | A légy                                  | The Fly                                       |                                 |
| 1986 (14. díjátadó)      | Randal Kleiser       | Gyermek az időben                       | Flight of the Navigator                       |                                 |
| 1986 (14. díjátadó)      | Leonard Nimoy        | Star Trek IV: A hazatérés               | Star Trek IV: The Voyage Home                 |                                 |
| 1987 (15. díjátadó)      |                      | Paul Verhoeven                          | Robotzsaru                                    | RoboCop                         |
| 1987 (15. díjátadó)      | Kathryn Bigelow      | Alkonytájt                              | Near Dark                                     |                                 |
| 1987 (15. díjátadó)      | Joe Dante            | Vérbeli hajsza                          | Innerspace                                    |                                 |
| 1987 (15. díjátadó)      | William Dear         | Az Óriásláb és Hendersonék              | Harry and the Hendersons                      |                                 |
| 1987 (15. díjátadó)      | Jack Sholder         | A rejtőzködő                            | The Hidden                                    |                                 |
| 1987 (15. díjátadó)      | Stan Winston         | Pumpkinhead – A bosszú démona           | Pumpkinhead                                   |                                 |
| 1988 (16. díjátadó)      |                      | Robert Zemeckis                         | Roger nyúl a pácban                           | Who Framed Roger Rabbit         |
| 1988 (16. díjátadó)      | Tim Burton           | Beetlejuice – Kísértethistória          | Beetlejuice                                   |                                 |
| 1988 (16. díjátadó)      | Renny Harlin         | Rémálom az Elm utcában 4.: Az álmok ura | A Nightmare on Elm Street 4: The Dream Master |                                 |
| 1988 (16. díjátadó)      | Anthony Hickox       | Viaszfigura                             | Waxwork                                       |                                 |
| 1988 (16. díjátadó)      | Penny Marshall       | Segítség, felnőttem!                    | Big                                           |                                 |
| 1988 (16. díjátadó)      | Charles Matthau      |                                         | Doin' Time on Planet Earth                    |                                 |
| 1989/1990 (17. díjátadó) |                      | James Cameron                           | A mélység titka                               | The Abyss                       |
| 1989/1990 (17. díjátadó) | Clive Barker         | Az éjszaka szülöttei                    | Nightbreed                                    |                                 |
| 1989/1990 (17. díjátadó) | Joe Dante            | Szörnyecskék 2. – Az új falka           | Gremlins 2: The New Batch                     |                                 |
| 1989/1990 (17. díjátadó) | Alejandro Jodorowsky | Szent vér                               | Santa Sangre                                  |                                 |
| 1989/1990 (17. díjátadó) | Frank Marshall       | Arachnophobia – Pókiszony               | Arachnophobia                                 |                                 |
| 1989/1990 (17. díjátadó) | Sam Raimi            | Darkman                                 | Darkman                                       |                                 |
| 1989/1990 (17. díjátadó) | Paul Verhoeven       | Total Recall – Az emlékmás              | Total Recall                                  |                                 |
| 1989/1990 (17. díjátadó) | Robert Zemeckis      | Vissza a jövőbe III.                    | Back to the Future Part III                   |                                 |
| 1989/1990 (17. díjátadó) | Jerry Zucker         | Ghost                                   | Ghost                                         |                                 |

### 1990-es évek
| Év                  | Filmrendező(k)     | Filmrendező(k)                       | Magyar cím                                | Eredeti cím                |
| ------------------- | ------------------ | ------------------------------------ | ----------------------------------------- | -------------------------- |
| 1991 (18. díjátadó) |                    | James Cameron                        | Terminátor 2. – Az ítélet napja           | Terminator 2: Judgment Day |
| 1991 (18. díjátadó) | Roger Corman       | Az örök Frankenstein                 | Frankenstein Unbound                      |                            |
| 1991 (18. díjátadó) | William Dear       | Spionfióka                           | If Looks Could Kill                       |                            |
| 1991 (18. díjátadó) | Jonathan Demme     | A bárányok hallgatnak                | The Silence of the Lambs                  |                            |
| 1991 (18. díjátadó) | Terry Gilliam      | A halászkirály legendája             | The Fisher King                           |                            |
| 1991 (18. díjátadó) | Eric Red           | Gyilkos testrész                     | Body Parts                                |                            |
| 1992 (19. díjátadó) |                    | Francis Ford Coppola                 | Drakula                                   | Bram Stoker's Dracula      |
| 1992 (19. díjátadó) | Tim Burton         | Batman visszatér                     | Batman Returns                            |                            |
| 1992 (19. díjátadó) | David Fincher      | A végső megoldás: Halál              | Alien 3                                   |                            |
| 1992 (19. díjátadó) | William Friedkin   | Sátáni megszállottság                | Rampage                                   |                            |
| 1992 (19. díjátadó) | Randal Kleiser     | Drágám, a kölyök marha nagy lett!    | Honey, I Blew Up the Kid                  |                            |
| 1992 (19. díjátadó) | Paul Verhoeven     | Elemi ösztön                         | Basic Instinct                            |                            |
| 1992 (19. díjátadó) | Robert Zemeckis    | Jól áll neki a halál                 | Death Becomes Her                         |                            |
| 1993 (20. díjátadó) |                    | Steven Spielberg                     | Jurassic Park                             | Jurassic Park              |
| 1993 (20. díjátadó) | John McTiernan     | Az utolsó akcióhős                   | Last Action Hero                          |                            |
| 1993 (20. díjátadó) | Harold Ramis       | Idétlen időkig                       | Groundhog Day                             |                            |
| 1993 (20. díjátadó) | George A. Romero   | Halálos árnyék                       | The Dark Half                             |                            |
| 1993 (20. díjátadó) | Henry Selick       | Karácsonyi lidércnyomás              | The Nightmare Before Christmas            |                            |
| 1993 (20. díjátadó) | Ron Underwood      | Lelkük rajta                         | Heart and Souls                           |                            |
| 1993 (20. díjátadó) | John Woo           | Tökéletes célpont                    | Hard Target                               |                            |
| 1994 (21. díjátadó) |                    | James Cameron                        | True Lies – Két tűz között                | True Lies                  |
| 1994 (21. díjátadó) | William Dear       | Angyalok a pályán                    | Angels in the Outfield                    |                            |
| 1994 (21. díjátadó) | Jan de Bont        | Féktelenül                           | Speed                                     |                            |
| 1994 (21. díjátadó) | Neil Jordan        | Interjú a vámpírral                  | Interview with the Vampire                |                            |
| 1994 (21. díjátadó) | Alex Proyas        | A holló                              | The Crow                                  |                            |
| 1994 (21. díjátadó) | Robert Zemeckis    | Forrest Gump                         | Forrest Gump                              |                            |
| 1995 (22. díjátadó) |                    | Kathryn Bigelow                      | Strange Days – A halál napja              | Strange Days               |
| 1995 (22. díjátadó) | David Fincher      | Hetedik                              | Seven                                     |                            |
| 1995 (22. díjátadó) | Terry Gilliam      | 12 majom                             | 12 Monkeys                                |                            |
| 1995 (22. díjátadó) | Joe Johnston       | Jumanji                              | Jumanji                                   |                            |
| 1995 (22. díjátadó) | Frank Marshall     | Kongó                                | Congo                                     |                            |
| 1995 (22. díjátadó) | Robert Rodríguez   | Alkonyattól pirkadatig               | From Dusk Till Dawn                       |                            |
| 1995 (22. díjátadó) | Bryan Singer       | Közönséges bűnözők                   | The Usual Suspects                        |                            |
| 1996 (23. díjátadó) |                    | Roland Emmerich                      | A függetlenség napja                      | Independence Day           |
| 1996 (23. díjátadó) | Tim Burton         | Támad a Mars!                        | Mars Attacks!                             |                            |
| 1996 (23. díjátadó) | Joel Coen          | Fargo                                | Fargo                                     |                            |
| 1996 (23. díjátadó) | Wes Craven         | Sikoly                               | Scream                                    |                            |
| 1996 (23. díjátadó) | Jonathan Frakes    | Star Trek: Kapcsolatfelvétel         | Star Trek: First Contact                  |                            |
| 1996 (23. díjátadó) | Peter Jackson      | Törjön ki a frász!                   | The Frighteners                           |                            |
| 1997 (24. díjátadó) |                    | John Woo                             | Ál/Arc                                    | Face/Off                   |
| 1997 (24. díjátadó) | Jean-Pierre Jeunet | Alien 4. – Feltámad a Halál          | Alien: Resurrection                       |                            |
| 1997 (24. díjátadó) | Barry Sonnenfeld   | Men in Black – Sötét zsaruk          | Men in Black                              |                            |
| 1997 (24. díjátadó) | Steven Spielberg   | Az elveszett világ: Jurassic Park    | The Lost World: Jurassic Park             |                            |
| 1997 (24. díjátadó) | Paul Verhoeven     | Csillagközi invázió                  | Starship Troopers                         |                            |
| 1997 (24. díjátadó) | Robert Zemeckis    | Kapcsolat                            | Contact                                   |                            |
| 1998 (25. díjátadó) |                    | Michael Bay                          | Armageddon                                | Armageddon                 |
| 1998 (25. díjátadó) | Rob Bowman         | X-akták – Szállj harcba a jövő ellen | The X-Files                               |                            |
| 1998 (25. díjátadó) | Roland Emmerich    | Godzilla                             | Godzilla                                  |                            |
| 1998 (25. díjátadó) | Alex Proyas        | Dark City                            | Dark City                                 |                            |
| 1998 (25. díjátadó) | Bryan Singer       | Stephen King: Az eminens             | Apt Pupil                                 |                            |
| 1998 (25. díjátadó) | Peter Weir         | Truman Show                          | The Truman Show                           |                            |
| 1999 (26. díjátadó) |                    | Larry és Andy Wachowski              | Mátrix                                    | The Matrix                 |
| 1999 (26. díjátadó) | Tim Burton         | Az Álmosvölgy legendája              | Sleepy Hollow                             |                            |
| 1999 (26. díjátadó) | Frank Darabont     | Halálsoron                           | The Green Mile                            |                            |
| 1999 (26. díjátadó) | George Lucas       | Star Wars I. rész – Baljós árnyak    | Star Wars: Episode I – The Phantom Menace |                            |
| 1999 (26. díjátadó) | Dean Parisot       | Galaxy Quest – Galaktitkos küldetés  | Galaxy Quest                              |                            |
| 1999 (26. díjátadó) | Stephen Sommers    | A múmia                              | The Mummy                                 |                            |

### 2000-es évek
| Év                  | Filmrendező(k)     | Filmrendező(k)                                | Magyar cím                                                     | Eredeti cím                                       |
| ------------------- | ------------------ | --------------------------------------------- | -------------------------------------------------------------- | ------------------------------------------------- |
| 2000 (27. díjátadó) |                    | Bryan Singer                                  | X-Men – A kívülállók                                           | X-Men                                             |
| 2000 (27. díjátadó) | Clint Eastwood     | Űrcowboyok                                    | Space Cowboys                                                  |                                                   |
| 2000 (27. díjátadó) | Ron Howard         | A Grincs                                      | Dr. Seuss' How the Grinch Stole Christmas                      |                                                   |
| 2000 (27. díjátadó) | Ang Lee            | Tigris és sárkány                             | Crouching Tiger, Hidden Dragon                                 |                                                   |
| 2000 (27. díjátadó) | Ridley Scott       | Gladiátor                                     | Gladiator                                                      |                                                   |
| 2000 (27. díjátadó) | Robert Zemeckis    | Temetetlen múlt                               | What Lies Beneath                                              |                                                   |
| 2001 (28. díjátadó) |                    | Peter Jackson                                 | A Gyűrűk Ura: A Gyűrű Szövetsége                               | The Lord of the Rings: The Fellowship of the Ring |
| 2001 (28. díjátadó) | Alejandro Amenábar | Más világ                                     | The Others                                                     |                                                   |
| 2001 (28. díjátadó) | Chris Columbus     | Harry Potter és a bölcsek köve                | Harry Potter and the Philosopher's Stone                       |                                                   |
| 2001 (28. díjátadó) | Christophe Gans    | Farkasok szövetsége                           | Brotherhood of the Wolf                                        |                                                   |
| 2001 (28. díjátadó) | David Lynch        | Mulholland Drive – A sötétség útja            | Mulholland Drive                                               |                                                   |
| 2001 (28. díjátadó) | Steven Spielberg   | A. I. – Mesterséges értelem                   | A.I. Artificial Intelligence                                   |                                                   |
| 2002 (29. díjátadó) |                    | Steven Spielberg                              | Különvélemény                                                  | Minority Report                                   |
| 2002 (29. díjátadó) | Chris Columbus     | Harry Potter és a Titkok Kamrája              | Harry Potter and the Chamber of Secrets                        |                                                   |
| 2002 (29. díjátadó) | Peter Jackson      | A Gyűrűk Ura: A két torony                    | The Lord of the Rings: The Two Towers                          |                                                   |
| 2002 (29. díjátadó) | George Lucas       | Star Wars II. rész – A klónok támadása        | Star Wars: Episode II – Attack of the Clones                   |                                                   |
| 2002 (29. díjátadó) | Bill Paxton        | Isten haragja                                 | Frailty                                                        |                                                   |
| 2002 (29. díjátadó) | Sam Raimi          | Pókember                                      | Spider-Man                                                     |                                                   |
| 2003 (30. díjátadó) |                    | Peter Jackson                                 | A Gyűrűk Ura: A király visszatér                               | The Lord of the Rings: The Return of the King     |
| 2003 (30. díjátadó) | Danny Boyle        | 28 nappal később                              | 28 Days Later                                                  |                                                   |
| 2003 (30. díjátadó) | Bryan Singer       | X-Men 2.                                      | X2                                                             |                                                   |
| 2003 (30. díjátadó) | Quentin Tarantino  | Kill Bill 1.                                  | Kill Bill: Volume 1                                            |                                                   |
| 2003 (30. díjátadó) | Gore Verbinski     | A Karib-tenger kalózai: A Fekete Gyöngy átka  | Pirates of the Caribbean: The Curse of the Black Pearl         |                                                   |
| 2003 (30. díjátadó) | Edward Zwick       | Az utolsó szamuráj                            | The Last Samurai                                               |                                                   |
| 2004 (31. díjátadó) |                    | Sam Raimi                                     | Pókember 2.                                                    | Spider-Man 2                                      |
| 2004 (31. díjátadó) | Alfonso Cuarón     | Harry Potter és az azkabani fogoly            | Harry Potter and the Prisoner of Azkaban                       |                                                   |
| 2004 (31. díjátadó) | Michel Gondry      | Egy makulátlan elme örök ragyogása            | Eternal Sunshine of the Spotless Mind                          |                                                   |
| 2004 (31. díjátadó) | Michael Mann       | Collateral – A halál záloga                   | Collateral                                                     |                                                   |
| 2004 (31. díjátadó) | Quentin Tarantino  | Kill Bill 2.                                  | Kill Bill: Volume 2                                            |                                                   |
| 2004 (31. díjátadó) | Csang Ji-mou       | A repülő tőrök klánja                         | House of Flying Daggers                                        |                                                   |
| 2005 (32. díjátadó) |                    | Peter Jackson                                 | King Kong                                                      | King Kong                                         |
| 2005 (32. díjátadó) | Andrew Adamson     | Az oroszlán, a boszorkány és a ruhásszekrény  | The Chronicles of Narnia: The Lion, the Witch and the Wardrobe |                                                   |
| 2005 (32. díjátadó) | George Lucas       | Star Wars III. rész – A Sith-ek bosszúja      | Star Wars: Episode III – Revenge of the Sith                   |                                                   |
| 2005 (32. díjátadó) | Mike Newell        | Harry Potter és a Tűz Serlege                 | Harry Potter and the Goblet of Fire                            |                                                   |
| 2005 (32. díjátadó) | Christopher Nolan  | Batman: Kezdődik!                             | Batman Begins                                                  |                                                   |
| 2005 (32. díjátadó) | Steven Spielberg   | Világok harca                                 | War of the Worlds                                              |                                                   |
| 2006 (33. díjátadó) |                    | Bryan Singer                                  | Superman visszatér                                             | Superman Returns                                  |
| 2006 (33. díjátadó) | J. J. Abrams       | Mission: Impossible III                       | Mission: Impossible III                                        |                                                   |
| 2006 (33. díjátadó) | Alfonso Cuarón     | Az ember gyermeke                             | Children of Men                                                |                                                   |
| 2006 (33. díjátadó) | Mel Gibson         | Apocalypto                                    | Apocalypto                                                     |                                                   |
| 2006 (33. díjátadó) | Guillermo del Toro | A faun labirintusa                            | Pan's Labyrinth                                                |                                                   |
| 2006 (33. díjátadó) | Tom Tykwer         | A parfüm: Egy gyilkos története               | Perfume: The Story of a Murderer                               |                                                   |
| 2007 (34. díjátadó) |                    | Zack Snyder                                   | 300                                                            | 300                                               |
| 2007 (34. díjátadó) | Tim Burton         | Sweeney Todd, a Fleet Street démoni borbélya  | Sweeney Todd: The Demon Barber of Fleet Street                 |                                                   |
| 2007 (34. díjátadó) | Frank Darabont     | A köd                                         | The Mist                                                       |                                                   |
| 2007 (34. díjátadó) | Paul Greengrass    | A Bourne-ultimátum                            | The Bourne Ultimatum                                           |                                                   |
| 2007 (34. díjátadó) | Sam Raimi          | Pókember 3.                                   | Spider-Man 3                                                   |                                                   |
| 2007 (34. díjátadó) | David Yates        | Harry Potter és a Főnix Rendje                | Harry Potter and the Order of the Phoenix                      |                                                   |
| 2008 (35. díjátadó) |                    | Jon Favreau                                   | A Vasember                                                     | Iron Man                                          |
| 2008 (35. díjátadó) | Clint Eastwood     | Elcserélt életek                              | Changeling                                                     |                                                   |
| 2008 (35. díjátadó) | David Fincher      | Benjamin Button különös élete                 | The Curious Case of Benjamin Button                            |                                                   |
| 2008 (35. díjátadó) | Christopher Nolan  | A sötét lovag                                 | The Dark Knight                                                |                                                   |
| 2008 (35. díjátadó) | Bryan Singer       | Valkűr                                        | Valkyrie                                                       |                                                   |
| 2008 (35. díjátadó) | Steven Spielberg   | Indiana Jones és a kristálykoponya királysága | Indiana Jones and the Kingdom of the Crystal Skull             |                                                   |
| 2008 (35. díjátadó) | Andrew Stanton     | WALL·E                                        | WALL-E                                                         |                                                   |
| 2009 (36. díjátadó) |                    | James Cameron                                 | Avatar                                                         | Avatar                                            |
| 2009 (36. díjátadó) | J. J. Abrams       | Star Trek                                     | Star Trek                                                      |                                                   |
| 2009 (36. díjátadó) | Kathryn Bigelow    | A bombák földjén                              | The Hurt Locker                                                |                                                   |
| 2009 (36. díjátadó) | Neill Blomkamp     | District 9                                    | District 9                                                     |                                                   |
| 2009 (36. díjátadó) | Guy Ritchie        | Sherlock Holmes                               | Sherlock Holmes                                                |                                                   |
| 2009 (36. díjátadó) | Zack Snyder        | Watchmen: Az őrzők                            | Watchmen                                                       |                                                   |
| 2009 (36. díjátadó) | Quentin Tarantino  | Becstelen brigantyk                           | Inglourious Basterds                                           |                                                   |

### 2010-es évek
| Év                       | Filmrendező(k)              | Filmrendező(k)                           | Magyar cím                                          | Eredeti cím                      |
| ------------------------ | --------------------------- | ---------------------------------------- | --------------------------------------------------- | -------------------------------- |
| 2010 (37. díjátadó)      |                             | Christopher Nolan                        | Eredet                                              | Inception                        |
| 2010 (37. díjátadó)      | Darren Aronofsky            | Fekete hattyú                            | Black Swan                                          |                                  |
| 2010 (37. díjátadó)      | Clint Eastwood              | Azután                                   | Hereafter                                           |                                  |
| 2010 (37. díjátadó)      | Matt Reeves                 | Engedj be!                               | Let Me In                                           |                                  |
| 2010 (37. díjátadó)      | Martin Scorsese             | Viharsziget                              | Shutter Island                                      |                                  |
| 2010 (37. díjátadó)      | David Yates                 | Harry Potter és a Halál ereklyéi 1.      | Harry Potter and the Deathly Hallows – Part 1       |                                  |
| 2011 (38. díjátadó)      |                             | J. J. Abrams                             | Super 8                                             | Super 8                          |
| 2011 (38. díjátadó)      | Brad Bird                   | Mission: Impossible – Fantom protokoll   | Mission: Impossible – Ghost Protocol                |                                  |
| 2011 (38. díjátadó)      | Martin Scorsese             | A leleményes Hugo                        | Hugo                                                |                                  |
| 2011 (38. díjátadó)      | Steven Spielberg            | Tintin kalandjai                         | The Adventures of Tintin: The Secret of the Unicorn |                                  |
| 2011 (38. díjátadó)      | Rupert Wyatt                | A majmok bolygója: Lázadás               | Rise of the Planet of the Apes                      |                                  |
| 2011 (38. díjátadó)      | David Yates                 | Harry Potter és a Halál ereklyéi 2.      | Harry Potter and the Deathly Hallows – Part 2       |                                  |
| 2012 (39. díjátadó)      |                             | Joss Whedon                              | Bosszúállók                                         | The Avengers                     |
| 2012 (39. díjátadó)      | William Friedkin            | Gyilkos Joe                              | Killer Joe                                          |                                  |
| 2012 (39. díjátadó)      | Peter Jackson               | A hobbit: Váratlan utazás                | The Hobbit: An Unexpected Journey                   |                                  |
| 2012 (39. díjátadó)      | Rian Johnson                | Looper – A jövő gyilkosa                 | Looper                                              |                                  |
| 2012 (39. díjátadó)      | Ang Lee                     | Pi élete                                 | Life of Pi                                          |                                  |
| 2012 (39. díjátadó)      | Christopher Nolan           | A sötét lovag – Felemelkedés             | The Dark Knight Rises                               |                                  |
| 2013 (40. díjátadó)      |                             | Alfonso Cuarón                           | Gravitáció                                          | Gravity                          |
| 2013 (40. díjátadó)      | J. J. Abrams                | Star Trek – Sötétségben                  | Star Trek Into Darkness                             |                                  |
| 2013 (40. díjátadó)      | Peter Berg                  | A túlélő                                 | Lone Survivor                                       |                                  |
| 2013 (40. díjátadó)      | Peter Jackson               | A hobbit: Smaug pusztasága               | The Hobbit: The Desolation of Smaug                 |                                  |
| 2013 (40. díjátadó)      | Francis Lawrence            | Az éhezők viadala: Futótűz               | The Hunger Games: Catching Fire                     |                                  |
| 2013 (40. díjátadó)      | Guillermo del Toro          | Tűzgyűrű                                 | Pacific Rim                                         |                                  |
| 2014 (41. díjátadó)      |                             | James Gunn                               | A galaxis őrzői                                     | Guardians of the Galaxy          |
| 2014 (41. díjátadó)      | Alejandro González Iñárritu | Birdman avagy (A mellőzés meglepő ereje) | Birdman                                             |                                  |
| 2014 (41. díjátadó)      | Doug Liman                  | A holnap határa                          | Edge of Tomorrow                                    |                                  |
| 2014 (41. díjátadó)      | Christopher Nolan           | Csillagok között                         | Interstellar                                        |                                  |
| 2014 (41. díjátadó)      | Matt Reeves                 | A majmok bolygója: Forradalom            | Dawn of the Planet of the Apes                      |                                  |
| 2014 (41. díjátadó)      | Joe és Anthony Russo        | Amerika Kapitány: A tél katonája         | Captain America: The Winter Soldier                 |                                  |
| 2014 (41. díjátadó)      | Bryan Singer                | X-Men: Az eljövendő múlt napjai          | X-Men: Days of Future Past                          |                                  |
| 2015 (42. díjátadó)      |                             | Ridley Scott                             | Mentőexpedíció                                      | The Martian                      |
| 2015 (42. díjátadó)      | J. J. Abrams                | Star Wars VII. rész – Az ébredő Erő      | Star Wars: The Force Awakens                        |                                  |
| 2015 (42. díjátadó)      | Guillermo del Toro          | Bíborhegy                                | Crimson Peak                                        |                                  |
| 2015 (42. díjátadó)      | Alex Garland                | Ex Machina                               | Ex Machina                                          |                                  |
| 2015 (42. díjátadó)      | George Miller               | Mad Max – A harag útja                   | Mad Max: Fury Road                                  |                                  |
| 2015 (42. díjátadó)      | Peyton Reed                 | A Hangya                                 | Ant-Man                                             |                                  |
| 2015 (42. díjátadó)      | Colin Trevorrow             | Jurassic World                           | Jurassic World                                      |                                  |
| 2016 (43. díjátadó)      |                             | Gareth Edwards                           | Zsivány Egyes – Egy Star Wars-történet              | Rogue One: A Star Wars Story     |
| 2016 (43. díjátadó)      | Scott Derrickson            | Doctor Strange                           | Doctor Strange                                      |                                  |
| 2016 (43. díjátadó)      | Jon Favreau                 | A dzsungel könyve                        | The Jungle Book                                     |                                  |
| 2016 (43. díjátadó)      | Joe és Anthony Russo        | Amerika Kapitány: Polgárháború           | Captain America: Civil War                          |                                  |
| 2016 (43. díjátadó)      | Bryan Singer                | X-Men: Apokalipszis                      | X-Men: Apocalypse                                   |                                  |
| 2016 (43. díjátadó)      | Steven Spielberg            | A barátságos óriás                       | The BFG                                             |                                  |
| 2016 (43. díjátadó)      | Denis Villeneuve            | Érkezés                                  | Arrival                                             |                                  |
| 2017 (44. díjátadó)      |                             | Ryan Coogler                             | Fekete Párduc                                       | Black Panther                    |
| 2017 (44. díjátadó)      | Guillermo del Toro          | A víz érintése                           | The Shape of Water                                  |                                  |
| 2017 (44. díjátadó)      | Patty Jenkins               | Wonder Woman                             | Wonder Woman                                        |                                  |
| 2017 (44. díjátadó)      | Rian Johnson                | Star Wars VIII. rész – Az utolsó jedik   | Star Wars: The Last Jedi                            |                                  |
| 2017 (44. díjátadó)      | Jordan Peele                | Tűnj el!                                 | Get Out                                             |                                  |
| 2017 (44. díjátadó)      | Matt Reeves                 | A majmok bolygója: Háború                | War for the Planet of the Apes                      |                                  |
| 2017 (44. díjátadó)      | Denis Villeneuve            | Szárnyas fejvadász 2049                  | Blade Runner 2049                                   |                                  |
| 2018/2019 (45.díjátadó)  |                             | Jordan Peele                             | Mi                                                  | Us                               |
| 2018/2019 (45.díjátadó)  | Anna Boden és Ryan Fleck    | Marvel kapitány                          | Captain Marvel                                      |                                  |
| 2018/2019 (45.díjátadó)  | Karyn Kusama                | Pusztító                                 | Destroyer                                           |                                  |
| 2018/2019 (45.díjátadó)  | Guy Ritchie                 | Aladdin                                  | Aladdin                                             |                                  |
| 2018/2019 (45.díjátadó)  | Anthony Russo és Joe Russo  | Bosszúállók: Végjáték                    | Avengers: Endgame                                   |                                  |
| 2018/2019 (45.díjátadó)  | Steven Spielberg            | Ready Player One                         | Ready Player One                                    |                                  |
| 2018/2019 (45.díjátadó)  | James Wan                   | Aquaman                                  | Aquaman                                             |                                  |
| 2018/2019 (45.díjátadó)  | Csang Ji-mou                | Árnyék                                   | Ying                                                |                                  |
| 2019/2020 (46. díjátadó) |                             | J. J. Abrams                             | Star Wars IX. rész – Skywalker kora                 | Star Wars: The Rise of Skywalker |
| 2019/2020 (46. díjátadó) | Niki Caro                   | Mulan                                    | Mulan                                               |                                  |
| 2019/2020 (46. díjátadó) | Mike Flanagan               | Álom doktor                              | Doctor Sleep                                        |                                  |
| 2019/2020 (46. díjátadó) | Christopher Nolan           | Tenet                                    | Tenet                                               |                                  |
| 2019/2020 (46. díjátadó) | Gina Prince-Bythewood       | A halhatatlan gárda                      | The Old Guard                                       |                                  |
| 2019/2020 (46. díjátadó) | Quentin Tarantino           | Volt egyszer egy… Hollywood              | Once Upon a Time in… Hollywood                      |                                  |
| 2019/2020 (46. díjátadó) | Leigh Whannell              | A láthatatlan ember                      | The Invisible Man                                   |                                  |

### 2020-as évek
| Év                       | Filmrendező(k)                       | Filmrendező(k)                   | Magyar cím                            | Eredeti cím              |
| ------------------------ | ------------------------------------ | -------------------------------- | ------------------------------------- | ------------------------ |
| 2021/2022 (50. díjátadó) |                                      | Matt Reeves                      | Batman                                | The Batman               |
| 2021/2022 (50. díjátadó) | Guillermo del Toro                   | Rémálmok sikátora                | Nightmare Alley                       |                          |
| 2021/2022 (50. díjátadó) | Joseph Kosinski                      | Top Gun: Maverick                | Top Gun: Maverick                     |                          |
| 2021/2022 (50. díjátadó) | Jordan Peele                         | Nem                              | Nope                                  |                          |
| 2021/2022 (50. díjátadó) | S. S. Rajamouli                      |                                  | RRR                                   |                          |
| 2021/2022 (50. díjátadó) | Steven Spielberg                     | West Side Story                  | West Side Story                       |                          |
| 2021/2022 (50. díjátadó) | Jon Watts                            | Pókember: Nincs hazaút           | Spider-Man: No Way Home               |                          |
| 2022/2023 (51. díjátadó) |                                      | James Cameron                    | Avatar: A víz útja                    | Avatar: The Way of Water |
| 2022/2023 (51. díjátadó) | Greta Gerwig                         | Barbie                           | Barbie                                |                          |
| 2022/2023 (51. díjátadó) | James Gunn                           | A galaxis őrzői: 3. rész         | Guardians of the Galaxy Vol. 3        |                          |
| 2022/2023 (51. díjátadó) | James Mangold                        | Indiana Jones és a sors tárcsája | Indiana Jones and the Dial of Destiny |                          |
| 2022/2023 (51. díjátadó) | Mark Mylod                           | A menü                           | The Menu                              |                          |
| 2022/2023 (51. díjátadó) | Christopher Nolan                    | Oppenheimer                      | Oppenheimer                           |                          |
| 2022/2023 (51. díjátadó) | Danny Philippou és Michael Philippou | Beszélj hozzám!                  | Talk to Me                            |                          |
| 2023/2024 (52. díjátadó) |                                      | Denis Villeneuve                 | Dűne: Második rész                    | Dune: Part Two           |
| 2023/2024 (52. díjátadó) | Fede Álvarez                         | Alien: Romulus                   | Alien Romulus                         |                          |
| 2023/2024 (52. díjátadó) | Wes Ball                             | A majmok bolygója: A birodalom   | Kingdom of the Planet of the Apes     |                          |
| 2023/2024 (52. díjátadó) | Tim Burton                           | Beetlejuice Beetlejuice          | Beetlejuice Beetlejuice               |                          |
| 2023/2024 (52. díjátadó) | Shawn Levy                           | Deadpool & Rozsomák              | Deadpool & Wolverine                  |                          |
| 2023/2024 (52. díjátadó) | JT Mollner                           |                                  | Strange Darling                       |                          |
| 2023/2024 (52. díjátadó) | Takashi Yamazaki                     | Godzilla Minus One               | Gojira Mainasu Wan                    |                          |

## Rekordok

### Többszörös győzelmek
| 6 győzelem - James Cameron 4 győzelem - Steven Spielberg 3 győzelem - Peter Jackson | 2 győzelem - J. J. Abrams - Ridley Scott - Bryan Singer |

### Többszörös jelölések
| 14 jelölés - Steven Spielberg 8 jelölés - Bryan Singer 7 jelölés - James Cameron - Peter Jackson - Christopher Nolan - Robert Zemeckis 6 jelölés - J. J. Abrams - Tim Burton 5 jelölés - Guillermo del Toro 4 jelölés - George Lucas - Sam Raimi - Ridley Scott - Quentin Tarantino - Paul Verhoeven | 3 jelölés - John Badham - Kathryn Bigelow - Alfonso Cuarón - Joe Dante - William Dear - Clint Eastwood - David Fincher - Terry Gilliam - Ron Howard - George Miller - Jordan Peele - Matt Reeves - Anthony és Joe Russo - Denis Villeneuve - David Yates | 2 jelölés - Woody Allen - Chris Columbus - David Cronenberg - Frank Darabont - Roland Emmerich - Jon Favreau - William Friedkin - James Gunn - Csang Ji-mou - Rian Johnson - Randal Kleiser - Ang Lee - Frank Marshall - Nicholas Meyer - Leonard Nimoy - Alex Proyas - Guy Ritchie - Martin Scorsese - Zack Snyder - Peter Weir - John Woo |

## Fordítás
- Ez a szócikk részben vagy egészben  a   Saturn Award for Best Film Director című angol Wikipédia-szócikk fordításán alapul.  Az eredeti cikk szerkesztőit annak laptörténete sorolja fel. Ez a jelzés csupán a megfogalmazás eredetét és a szerzői jogokat jelzi, nem szolgál a cikkben szereplő információk forrásmegjelöléseként.